# Crithagra striatipectus
Crithagra striatipectus (щедрик смугастогрудий) — вид горобцеподібних птахів родини в'юркових (Fringillidae). Мешкає в Східній Африці. Раніше вважався підвидом білобрового щедрика.

## Поширення і екологія
Білоброві щедрики мешкають в Південному Судані, Ефіопії і Кенії. Вони живуть в саванах і сухих чагарникових заростях, на полях, плантаціях, пасовищах і в садах. Зустрічаються парами або невеликими зграйками, на висоті до 2000 м над рівнем моря. Живляться переважно насінням.